# Karaté Bushido
 (juin 2014).
Si vous disposez d'ouvrages ou d'articles de référence ou si vous connaissez des sites web de qualité traitant du thème abordé ici, merci de compléter l'article en donnant les références utiles à sa vérifiabilité et en les liant à la section « Notes et références ».
Karaté Bushido est un magazine trimestriel créé en 1974, quelques mois après la mort de Bruce Lee, et consacré aux arts martiaux et sports de combat. 

## Description
En 2011, le magazine lance son site éditorial www.karatebushido.com, suivi par une chaîne YouTube et l'émission web hebdomadaire Les Goodies (reportages vidéo inédits sur l'actualité des arts martiaux et sports de combat). En 2012, Grégory Bouchelaghem (GregMMA) devient l'un des animateurs de la chaîne Youtube. 
En 2013, la version ebook (digitale) du magazine fait son apparition en complément du magazine papier. 

## Principaux événements
Le magazine Karaté Bushido organise depuis 1984 le Festival des Arts Martiaux, qui a lieu chaque année en mars à l'AccorHotels Arena (anciennement Palais omnisports de Paris-Bercy).

## Rédaction
- Editeur : Europ-Mag
- Directrice de la publication : Ghislaine Barissat
- Rédacteur en chef : Julien Brondani
- Photographe et responsable éditorial Web : Johann Vayriot
- Maquettiste : Cédric Gallas
- Relations entreprises : Yohann Albonesy